# 映像歳時記 七十二候・旧暦が奏でる日本の美
『映像歳時記 七十二候・旧暦が奏でる日本の美』（えいぞうさいじき しちじゅうにこう・きゅうれきがかなでるにほんのび）はBS朝日でかつて放送していた紀行番組。聖教新聞の一社提供。

## 概要
日本の七十二候を映像、写真で表現し、美しさと感動を実現。さらに、注目の童謡・唱歌では、日本を代表する切り絵作家・滝平二郎による美しい切り絵と共にお届けします。

## 語り
- 中里雅子

## スタッフ
- 構成：栗子じょん、写六家
- 撮影：片倉了介
- 選曲：片山由里
- 編集：大橋正和
- MA：東舘康夫
- 切り絵：滝平二郎
- イラスト：有賀一広
- 料理スタッフ：浅見豊子
- テーマ曲：『道』遠TONE音
- 協力：滝平二郎事務所、畑野栄三、アマナイメージズ
- 料理：日本料理つくし
- 音楽協力：BS朝日サウンズ
- 編成協力：ウノプロダクション
- 技術協力：AiSS
- 演出：臼井剛正
- デスク：平野操
- プロデューサー：佐藤治夫、臼井剛正（プロジェクトQ）、岡田佳治（BS朝日）
- 制作：BS朝日、プロジェクトQ

## 放送時間
- 月曜日 6:25 - 6:55